# Eusauropleura digitata
Eusauropleura digitata è un tetrapode estinto, appartenente ai rettiliomorfi. Visse nel Carbonifero superiore (Pennsylvaniano, circa 311 - 306 milioni di anni fa) e i suoi resti fossili sono stati ritrovati in Nordamerica.

## Descrizione
Questo animale doveva avere aspetto e dimensioni di una lucertola. È conosciuto per uno scheletro parziale conservato in vista ventrale, comprendente le ossa degli arti, delle costole ma non del cranio. Nel fossile sono presenti anche numerose squame che ricoprivano il ventre. Le zampe erano piuttosto allungate e robuste, e in generale l'aspetto degli arti ricordava quello del ben noto genere europeo Gephyrostegus. Rispetto a quest'ultimo genere, tuttavia, Eusauropleura possedeva una pelvi meno ossificata. La mano possedeva cinque dita (le dita avevano rispettivamente 2, 3, 4, 5 e 4 falangi, dal primo all'ultimo dito). 

## Classificazione
I fossili di questo animale vennero scoperti nel giacimento di Linton, in Ohio (Stati Uniti), e vennero descritti inizialmente da Edward Drinker Cope come una nuova specie del genere di anfibi lepospondili Sauropleura (S. digitata). Solo successivamente Alfred Sherwood Romer, nel 1930, riconobbe le affinità di questa specie con i rettiliomorfi come Gephyrostegus, e ascrisse questa specie a un nuovo genere, Eusauropleura. Romer, in particolare, riconobbe che il numero di dita era superiore a quello dei tipici lepospondili (che ne avevano quattro). Eusauropleura è considerato un rappresentante dei gefirostegidi, un gruppo di tetrapodi rettiliomorfi affini ai rettili. 